# ベル (DD-587)
ベル(USS Bell DD-587)は、アメリカ海軍のフレッチャー級駆逐艦の一隻。ヘンリー・H・ベル少将（1808-1868）にちなんで命名された艦としては2隻目である。

## 建造と就役
ベルは1942年6月24日にチャールストン海軍工廠で進水し、ベル少将の曾孫にあたるクレア・クック・ハルス夫人によって1943年3月4日に就役した。

## 艦歴
1943年11月までベルは北大西洋で哨戒と護衛に従事し、8月にイギリスへ1回航海した。11月6日に太平洋に向けて出港し、11月27日に真珠湾に到着。その後、第58任務部隊（TF58）に参加し、ニューアイルランドのカビエン攻撃（1943年12月25日、1944年1月1日と4日）、マーシャル諸島のクェゼリン侵攻（1月29日～2月2日）、トラック攻撃（2月17日～18日）、マリアナ諸島空襲（2月21日～22日）、カロリン空襲（3月30日～4月1日）、ホランディア上陸作戦（4月21日～24日）、サイパン侵攻作戦（6月12日～24日）に参加。 第1次ボニン空襲（6月15-16日）、フィリピン沖海戦（6月19-20日）、第2次ボニン空襲（6月24日）、第3次ボニン空襲（7月3-4日）、グアム侵攻（7月21日）、西カロリン諸島空襲（7月25-28日）、第4次ボニン空襲（8月4-5日）、パラオ空襲（9月6-8日）、フィリピン諸島空襲（9月9-24日）、沖縄空襲（10月10日）、そしてTF38のもとで台湾空襲（10月12-17日）に参加。
ベルはヒューストンとキャンベラの護衛の一員として、台湾沖からウルシー沖まで（10月15日～29日）。その後、ルソン島攻撃（11月5日～12月16日）とルソン島リンガエン湾侵攻（1945年1月4日～18日）のため第3艦隊に復帰。
1945年1月31日深夜、北緯13度20分、東経119度20分の海域で、オバノン、ウルヴァート・M・ムーアと共に日本潜水艦呂-115を撃沈。ベルは修理のためピュージェット・サウンド海軍工廠に戻り、2月27日に到着。4月22日に西海岸を出発し、5月29日にレイテに到着。そこからブルネイ湾（6月7日～10日）とボルネオ島バリクパパン（7月1日～3日）の上陸作戦に向かった。ベルは終戦までフィリピンで輸送船団の哨戒と護衛を行い、1945年12月14日にサンフランシスコに向け出港し、1946年1月4日に到着するまで、沖縄、中国、朝鮮半島で占領任務に就いた。
ベルは1946年6月14日に予備役として任務から外され、太平洋予備艦隊サンディエゴグループに所属した。1972年11月1日に海軍艦艇登録から抹消され、1975年5月11日に標的として撃沈された。

## 栄典
ベルは第二次世界大戦に参加し、12個の戦列星章を授与された。